# Italochrysa fulvicornis
Italochrysa fulvicornis is een insect uit de familie van de gaasvliegen (Chrysopidae), die tot de orde netvleugeligen (Neuroptera) behoort. 
Italochrysa fulvicornis is voor het eerst wetenschappelijk beschreven door Kimmins in 1956.